# Jarrett Cherner
Jarrett Cherner (* 1981) ist ein US-amerikanischer Musiker (Piano, Komposition) des Modern Jazz.

## Leben und Wirken
Cherner, der aus San Francisco stammt, lernte im Alter von sieben Jahren zunächst Geige nach der Suzuki-Methode und setzte dies acht Jahre lang fort. Mit zwölf Jahren begann er Klavier und Schlagzeug zu spielen und spielte beide Instrumente während seiner gesamten Zeit auf der High School. Nach Anfängen in Rockbands fand er den Weg zum Jazz. Er studierte, nachdem er einen Bachelor in Mathematik an der Tufts University in Boston erwarb, als Interpret auf dem Jazzpiano am New England Conservatory. Dort hatte er Unterricht bei Danilo Pérez, Jerry Bergonzi, Frank Carlberg und Michael Cain. Cherner kehrte für einige Zeit nach San Francisco zurück und zog 2008 nach New York, um ein Studium an der Manhattan School of Music bei Jason Moran, Garry Dial und J. Mark Stambaugh aufzunehmen.
Cherner legte 2006 das Debütalbum Burgeoning in Triobesetzung im Eigenverlag vor; es wurde mit dem ASCAP Young Jazz Composer Awards ausgezeichnet. 2011 war er Semifinalist beim Montreux Jazz Piano Competition. Des Weiteren arbeitete er mit dem kollektiven Jazzquintett Sketches, mit dem die zwei Alben Sketches Volume One (BaldHill, 2013) und Volume Two (Brooklyn Jazz Underground, 2014) erschienen. 2016 legte er unter eigenem Namen die Trio-Veröffentlichung Expanding Heart (BaldHill) vor, die er im Wesentlichen mit dem Bassisten Jorge Roeder und den Schlagzeuger Jason Burger eingespielt hatte; es enthält Originalmaterial und Coverversionen von Kompositionen von Vincent Rose, Otis Redding und Ornette Coleman.   Aufnahmen entstanden ab 2005 außerdem mit Lisa Engelken (Caravan, 2010), Sarah Elizabeth Charles und Terrence Brewer (Mosaic: Setting the Standard Vol. 2).
Als außerordentlicher Professor unterrichtete er am Franklin & Marshall College in Lancaster (Pennsylvania). Außerdem unterrichtet er an der New York Jazz Academy und gibt Privatunterricht in Brooklyn.